# EU-ministerutskottet
EU-ministerutskottet är i Finland ett lagstadgat statsrådsutskott som förberedelsevis behandlar ärenden som avgörs inom Europeiska unionen och som statsministern bestämmer att skall behandlas i utskottet. Även en minister kan ta upp ett ärende inom sitt ansvarsområde till behandling. 
Utskottet består av statsministern (ordförande), utrikesministern, justitieministern, utrikeshandelsministern, handels- och industriministern, finansministern och tre andra ministrar, av vilka två förordnas av statsrådet och den tredje är den minister till vars ämbetsområde det ärende som behandlas hör. 
Ordföranden för Ålands landskapsstyrelse har rätt att bli hörd i EU-ministerutskottet när ärendet hör till landskapet Ålands behörighet eller annars är särskilt viktigt för landskapet.